# Flirting with Danger

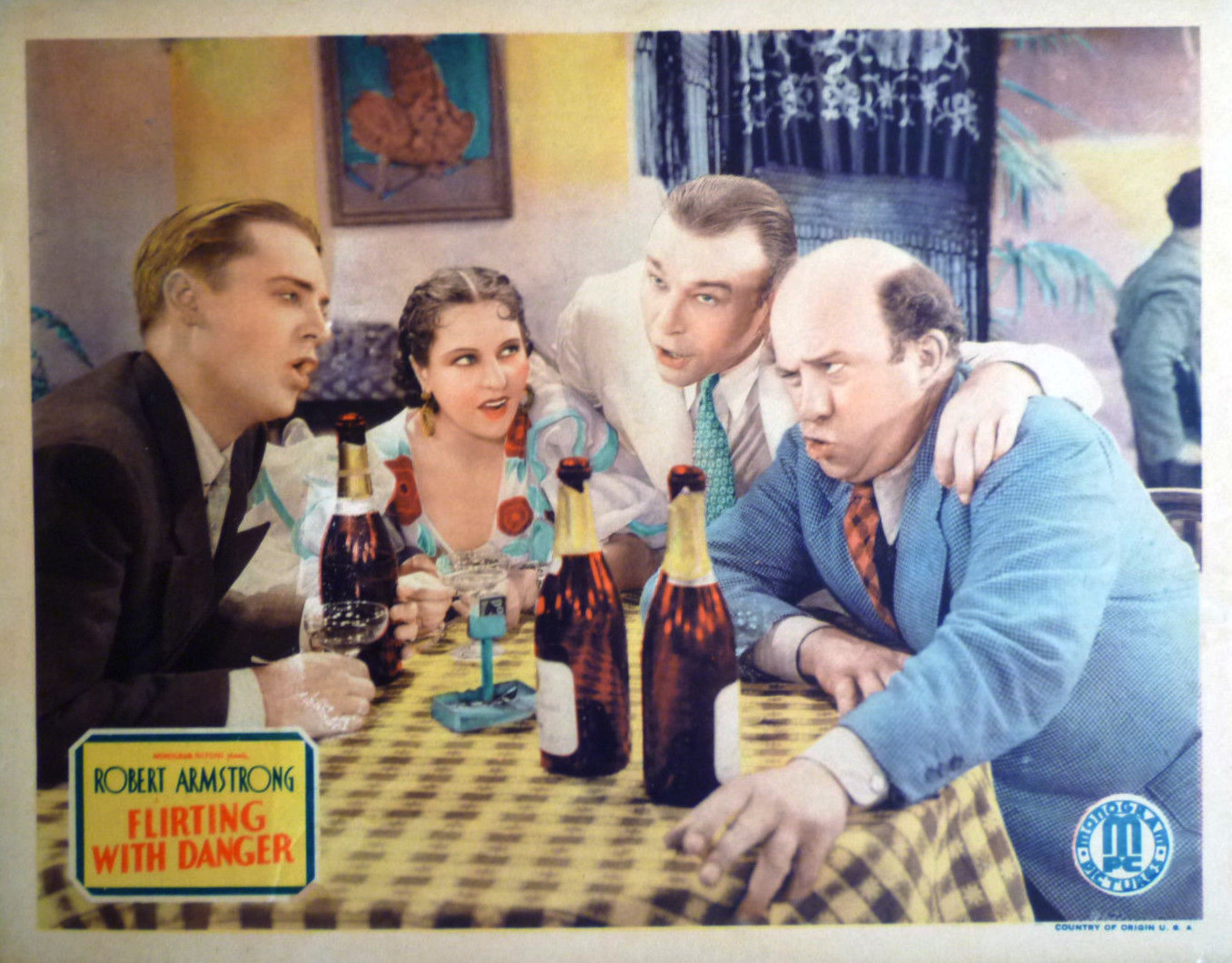
Carte promotionnelle du film.

Flirting with Danger est un film américain réalisé par Vin Moore et sorti en 1934.

## Fiche technique
- Réalisation : Vin Moore
- Scénario : Albert DeMond, George Bertholon, Norman S. Hall
- Producteurs : Trem Carr, A. George Bertholon
- Photographie : Archie Stout
- Montage : Carl Pierson
- Genre : Comédie[1]
- Distributeur : Monogram Pictures
- Durée : 70 minutes
- Date de sortie : 1er décembre 1934

## Distribution
- Robert Armstrong : Bob Owens
- Edgar Kennedy : Jimmy Pierson
- William Cagney : William « Lucky » Davis
- Maria Alba : Rosita
- Marion Burns : Marian Leslie
- Ernest Hilliard : James Dawson
- Wilhelm von Brincken : Von Kruger
- Guy Usher : James E. Fenton
- Gino Corrado : Captain Garcia
- Edward Hearn : San Rico Plant Supervisor
- Carol Tevis : Cecilia, Stuttering Blonde
- Frank Yaconelli : Spanish Man in Cafe
- Margaret La Marr (non créditée)